# Psaliodes electa
Psaliodes electa är en fjärilsart som beskrevs av William Schaus 1912. Psaliodes electa ingår i släktet Psaliodes och familjen mätare. Inga underarter finns listade i Catalogue of Life.